# Dieter Nowka
Dieter Nowka, né à Madlow près de Cottbus le 7 juillet 1924 et mort à Spremberg le 20 juillet 1998, est un compositeur, chef d'orchestre, musicologue allemand.

## Biographie
Nowka étudie la théorie musicale et le contrepoint à la Hochschule für Musik de Berlin-Charlottenburg avec Hermann Grabner en 1943 et 1944. De 1947 à 1952, il travaille comme rédacteur à Cottbus puis à Schwerin, et comme chef d'orchestre à Stendal. En 1952, il poursuit ses études et suit les cours de composition de Max Butting et de Hanns Eisler à l'Académie allemande des arts de Berlin-Est jusqu'en 1954. En 1974, il obtient un poste de conférencier à l'Académie de musique Franz Liszt de Weimar, qu'il occupe jusqu'à sa retraite en 1990. Nowka publie régulièrement, en tant qu'auteur d'articles et d'ouvrages musicologiques. Il a reçu divers prix et distinctions du gouvernement de la République démocratique allemande.

## Œuvres

### Composition musicale
Le style de composition de Novka a d'abord été marqué par sa grande préoccupation pour la musique folklorique sorabe, sa région d'origine. Une polyphonie riche et une utilisation occasionnelle de techniques empruntées au jazz caractérisent sa première période. Le réalisme socialiste imposé par le régime politique de la RDA joue également un certain rôle. Progressivement, Nowka parvient à s'exprimer plus librement et s'oriente vers la musique moderne, ce qui se traduit en particulier par des techniques de composition telles que le sérialisme et la musique aléatoire. À la fin de sa vie, Nowka se concentre davantage sur les études musicologiques que sur de nouvelles compositions.

### Musicologie
Nowka a non seulement travaillé comme compositeur et chef d'orchestre, mais aussi comme musicologue et théoricien de la musique. Son travail principal musicologique est un vaste ouvrage sur l'Histoire de composition musicale européenne (Europäische Kompositionsgeschichte).

## Catalogue sélectif

### Œuvres pour orchestre
- Symphonie no 1 op.55 (1958)
- Symphonie no 2 (1963)
- Symphonie no 3 (1969)
- Symphonie no 4 (1974)
- Symphonie no 5 (1979)
- 3 Sinfoniettas, dont une Sinfonietta sorbica op.42, sur des thèmes sorabes,
- Wendische Tänze, op.26, op.27 et op.59 (1954-1957)
- Variations de concert sur un thème de Hanns Eisler (1969)

3 Sonates pour orchestre

### Concertos
- Concerto pour piano no 1 op.71 pour la main gauche (1963), dédié à Siegfried Rapp[1],
- Concerto pour piano no 2 (1972)
- Concerto pour hautbois et orchestre de chambre, op.24
- Concerto pour flûte, harpe et cordes, op.46
- Concerto pour violon, op.77

### Œuvres scéniques
- Jan Suschka, opéra (1957)
- Die Erbschaft (L'Héritage), opéra (1958)
- Eine Bauernlegende (Une Légende Paysanne), Ballet (1958)

### Œuvres vocales
- Vier Gesänge wider den Krieg (Quatre chansons contre la guerre) pour baryton et orchestre (1957)

### Musique de chambre
4 quatuors à cordes :
- Quatuor à cordes no 1 op.31 (1954)
- Quatuor à cordes no 2 op.51 (1956)
- Quatuor à cordes no 3 (1960)
- Quatuor à cordes no 4 (1972)
- 2 Ballades pour trio avec piano (1956)
- Divertimento pour quintette à vent et piano, op.72 (1964)
- Notturno, Ballata e Danza pour violon, alto et harpe, op.74 (1964)
- Trio no 2 pour violon, alto et violoncelle, op.80

### Œuvres pour piano
- Sonata burlesca, op.23 (1953)
- Sonate no 2 (1955)